# 출격 명령
"출격 명령"(出擊命令)은 한국에서 제작된 홍성기 감독의 1954년 영화이다. 염매리 등이 주연으로 출연하였다.

## 출연

### 주연
- 염매리
- 이집길
- 김일해
- 전택이
- 노경희

## 기타
- 조명: 함완섭
- 녹음: 최칠복